# Nitzan Horowitz
Pour les articles homonymes, voir Horowitz.
Nitzan Horowitz (hébreu : ניצן הורוביץ), né le 24 février 1965 à Rishon LeZion, est un journaliste et homme politique israélien.
Il est le commentateur des affaires étrangères et à la tête du service international de News 10, la division information de la chaîne israélienne Channel 10, avant d'être élu à la Knesset sur la liste Meretz en 2009. De 2021 à 2022, il est ministre de la Santé dans le gouvernement Bennett-Lapid.

## Biographie
Horowitz est diplômé de la faculté de droit de l'université de Tel-Aviv. Au début de sa carrière journalistique il sert en tant que reporter international pendant la dernière phase de la guerre du Liban de 1982. Ensuite il travaille, toujours au service international, à Galeï Tsahal, une radio de l'armée israélienne (1983-1987). En 1987 il commence à travailler chez Hadashot - un journal israélien - en tant que rédacteur en chef des affaires étrangères. En 1989 il commence sa carrière à Haaretz, en tant que rédacteur au service des affaires étrangères. Il est également le correspondant de Haaretz à Paris (1993-1998), couvrant également l'Union européenne, et en tant que correspondant de Haaretz à Washington (1998-2001). De retour en Israël, Horowitz devient le rédacteur en chef des affaires étrangères chez Haaretz. 
Quand "News 10" commence à émettre en janvier 2002, Horowitz fonde le service information internationale. Il est l'auteur de reportages majeurs suivant le tremblement de terre du 26 décembre 2004 et cette chasse à l'homme pour découvrir Oussama ben Laden en Afghanistan. Il participe également à l'émission London & Kirschenbaum avec des reportages et des analyses sur le monde des affaires.
En 2008, Horowitz crée et dirige une série de documentaires intitulée WORLD: The Next Generation - Nitzan Horowitz in search of tomorrow. Elle suit quelques phénomènes majeurs et tendances du monde de demain : le vieillissement, le développement durable des villes, l'immigration, le développement industriel et urbain en Chine, et la révolution des hautes technologies en Inde.  
Horowitz est membre du conseil d'administration de l'Association pour les droits civils en Israël (ACRI - Association for Civil Rights in Israel). Il est également actif sur les questions environnementales et reçoit en 2007 le "Prix Pratt" pour le journalisme écologique.
En décembre 2008, il doit se résigner à quitter Channel 10 et devient un candidat de l'aile gauche israélienne, New Movement-Meretz pour les élections suivantes. Le 18 décembre, il a obtenu la troisième place sur la liste commune de Hatnua Hahadasha (The New Movement) et du Meretz. Il a alors déclaré : "Mon but est de continuer de faire ce dont j'ai parlé ces dernières années, de protéger la mer, de promouvoir de nouvelle génération de transports publics non polluants".
Le Meretz gagne trois sièges durant les élections législatives israéliennes de 2009 en février faisant d'Horowitz le deuxième membre ouvertement gay de la Knesset et le seul à avoir été élu en 2009. Le premier, Uzi Even, est également membre du Meretz. Le 16 février, il annonce un projet de loi qui autoriserait les mariages ou unions civiles entre deux partenaires, quels que soient leurs religions, origines ethniques ou genres. Engagé sur les questions de discriminations des personnes LGBT, il prend part aux manifestations à la suite de la fusillade au centre gay et lesbien de Tel Aviv le 1er août 2009 visant un groupe de jeunes homosexuels disant qu'il s'agissait « sans aucun doute de la plus grave attaque jamais subie par la communauté homosexuelle israélienne. Nous sommes tous sous le choc ».
Horowitz réside à Tel Aviv avec son compagnon.
En 2009, il annonce qu'il boycotterait désormais toutes les visites du pape Benoît XVI en Israël car, à ses yeux, ce dernier donne un message de « rigidité, d'extrémisme religieux et d'imperméabilité. De toutes les injustices du pape, la pire est son opposition à la diffusion de contraceptifs. Il est difficile de dire combien de pauvres hommes et femmes en Afrique, en Asie et en Amérique du sud ont contracté le virus du SIDA à cause de cette attitude bornée, mais nous sommes en train de parler de beaucoup ». Il expliqua également sa position sur Ynetnews.
En mai 2013, Horowitz annonce sa candidature à l'élection municipale à Tel-Aviv. En octobre, il est opposé à Ron Huldai, le maire sortant, membre du Parti travailliste. Horowitz reçoit 41 % des voix contre 57 % à Huldai.
En juin 2019, Horowitz est élu chef du parti Meretz et dirige le parti à travers trois tours d'élections législatives. En 2021, Meretz remporte 6 sièges à la Knesset, et pour la première fois en 21 ans, il fait partie du gouvernement israélien.
En mars 2021, sur l'ouverture d'une enquête devant la Cour pénale internationale (CPI), Nitzan Horowitz déclare devant la treizième chaine de télévision : « Je ne veux pas qu’Israël soit traduit devant La Haye [...]. Mais Israël a aussi sa part de responsabilité [...]. Je le dis avec une grande tristesse, la décision est justifiée. Je ne veux pas qu’Israël soit confronté à ces situations (...) mais Israël doit se demander ce qu’il doit faire pour empêcher cela », a-t-il ajouté, exhortant le gouvernement à coopérer avec le tribunal international de La Haye ».
Le 13 juin 2021, Horowitz devient ministre de la Santé dans le gouvernement Bennett-Lapid. Il se concentre sur l'amélioration de la santé publique dans la périphérie, la réforme du système psychiatrique et l'introduction de changements progressifs pour les LGBT et le droit à l'avortement. Il fait interdire les thérapies de conversion par les professionnels de santé en 2022 via une directive de son ministère.